# Sugar Town
„Sugar Town“ je píseň, jejímž autorem je Lee Hazlewood a poprvé ji vydala zpěvačka Nancy Sinatra v roce 1966. Její singl, na jehož B-straně byla píseň „Summer Wine“, se umístil na páté příčce hitparády Billboard Hot 100. Singl byl oceněn zlatou deskou. Píseň rovněž vyšla na zpěvaččině albu Sugar, které vyšlo téhož roku. Zároveň byla použita v jejím televizním pořadu Movin' with Nancy.
české coververze
- Pod názvem „Š-š-š“ s textem Jana Š. Fialy ji v roce 1967 nazpívala Helena Blehárová[1]
  - Tuto verzi s textem J. Š. Fialy nazpívala Zuzana Norisová v roce 2000 pro film Rebelové
- Pod názvem „Šumění stromů“ s textem Eduarda Krečmara ji v roce nazpívala Helena Vondráčková
- Pod názvem „Šup ho tam“ natočilo v roce 2001 parafrázi této písně duo Těžkej Pokondr